# Tour Zénith
 (août 2025).
Si vous disposez d'ouvrages ou d'articles de référence ou si vous connaissez des sites web de qualité traitant du thème abordé ici, merci de compléter l'article en donnant les références utiles à sa vérifiabilité et en les liant à la section « Notes et références ».
Pour les articles homonymes, voir Zénith.
La tour Zénith est un gratte-ciel bruxellois situé dans le quartier Nord sur la commune de Schaerbeek au n° 37 du boulevard du Roi Albert II.
Cette tour de bureaux a une hauteur de 95 mètres (et est donc dans le top 25 des plus hauts bâtiments de Belgique), 30 000 mètres carrés de surface au sol et 23 étages.
La construction a commencé en 2007 et s'est achevé en 2009.
Le Zénith est le dernier bâtiment gratte-ciel construit dans cette partie de la zone nord.

## Accès
Ce site est desservi par la station de prémétro Gare du Nord.